# 11 février dans les chemins de fer
11 janvier 11 mars
Chronologies thématiques
- Croisades
- Sports
- Disney

Cette page concerne les événements qui se sont déroulés un 11 février dans les chemins de fer.

## Événements

### XXesiècle
- 1946 : en France, dans le Haut-Rhin, à Colmar, la collision au passage à niveau de la route d'Ingersheim entre l'express Calais-Bâle et un bus de la Salta assurant la liaison Colmar-Kaysersberg, fait 15 morts et 16 blessés graves[1].

### XXIesiècle
- 2008 : en France, ce jour marque le 90e jour du TGV Eurostar Paris-Londres à grande vitesse côté britannique, pour seulement 2h25 de trajet. Ce simple trafic ferroviaire entre 2 des 3 principales capitales européennes devrait atteindre 10 millions de passagers en 2008 ou en 2009 contre à peine 1,7 million avant l'ouverture du tunnel…